# Kiebitzberg (Niemegk)
Der Kiebitzberg ist eine 108,9 m ü. NHN hohe Erhebung auf der Gemarkung der Gemeinde Niemegk im Landkreis Potsdam-Mittelmark in Brandenburg. Die Erhebung befindet sich nordöstlich des Niemegker Gemeindeteils Hohenwerbig. Westlich entspringt der Buffbach, nordöstlich die Adda.